# Caterina Scarpellini
Caterina Scarpellini, född den 29 oktober 1808 i Foligno, död den 28 november 1873 i Rom, var en italiensk astronom.
Nedslagskratern Scarpellini på planeten Venus är uppkallad efter henne.